# Jaroslav Háša
Jaroslav Háša (6. října 1890 Smíchov – 28. června 1968 Praha) byl český malíř, kreslíř, portrétista a krajinář.

## Život
Jaroslav Háša se narodil na Smíchově v domě č.p. 10.
Původně byl vyučen malířem pokojů. Následně absolvoval Akademii výtvarných umění v Praze. Učil se u profesorů Loukoty, Nechleby a Bukovace. V roce 1928 podnikl studijní cestu do Francie po památných bojištích českých legionářů z první světové války . Byl mistrem malířských technik, restauroval díla mnohých slavných malířů a osvojil si techniku restaurování vybledlých míst Navrátilových kvašů. Po zranění rukou v první světové válce zůstal miniaturistou a vytvářel díla technikami starých mistrů. Oblíbenými materiály pro malby byla měď a dřevo.

## Původ
- Otec: Matěj Háša (nar. 1862 Blažim) obuvník, syn Václava Háši chalupníka z Blažimi a Anny Jiráskové z Bělic.
- Matka: Anna Hášová roz. Kuchařová (nar. 1868 Pacov), dcera Václava Kuchaře nádeníka v Pacově a Veroniky Svobodové z Radešovic
- Sestra: Anežka Charvátová roz. Hášová (nar. 1892).
- Bratr: Otto Háša (nar. 1893).

## Dílo
Vytvořil soubory kreseb, kvašů a olejů z Alžíru a Maroka. Portrétoval známé osobnosti: Josef, Quido a Amalie Mánesovi, Mikoláš a Marie Alšovi, Miroslav Tyrš, Karla Rašínová, T. G. Masaryk, Edvard Beneš, aj. Opakovaně reprodukoval oleje Paladia země české a Pražského Jezulátka, vytvářel detailní oleje interiérů kostelů (př. hrob sv. Václava a hrob sv. Jana Nepomuckého v katedrále sv. Víta).
Své umělecké nadání nazýval „staromajstrovství“. V důsledku používání technik starých mistrů přicházel o svá díla podepisovaná jmény slavných mistrů. Jeho olejomalba Ministrant byla prodávána s podpisem Beneš Knüpfer. Soud o své autorství díla, malovaného ještě za dob studií na Akademii, vyhrál, když ukázal po vyjmutí z rámu zbytky horních kliček svého podpisu, které zůstaly po odříznutí spodku dřevěného podkladu. Autorství dosvědčil i o dvacet let starší přivedený model.